# بيت الحداد (العدين)

تعديل مصدري - تعديل

بيت الحداد محلة تابعة لقرية بني عمر، التابعة لعزلة بني عبد الله بمديرية العدين إحدى مديريات محافظة إب في الجمهورية اليمنية، بلغ تعداد سكانها 153 حسب تعداد اليمن لعام 2004. موسوعة الانساب للمقحفي